# Kung Food: Una aventura deliciosa
Kung Food: Una aventura deliciosa (xinès simplificat: 美食大冒险之英雄烩, pinyin: Měishí dà màoxiǎn zhī yīngxióng huì, literalment 'Guisat heroi: una aventura gastronòmica') és una pel·lícula d'animació de 2018, dirigida per Haipeng Sun. La versió doblada al català es va estrenar el 2 de desembre de 2022 amb la distribució de Paycom Multimedia a set sales de cinema de Catalunya.

## Sinopsi
En Súper Bao, un panet fet al vapor, vol ser un gran heroi. Per això, decideix unir-se a la flota del Vaixell de Vapor, per lluitar contra el mal. Durant el viatge descobreix que l’objectiu real del comboi és trobar la “pedra dels cinc gustos”, una roca màgica que controla els sabors salat, dolç, amarg, agre i picant, però que en mans d’un enemic pot fer molt de mal. Després d’una forta tempesta i un atac pirata, el destí del protagonista canviarà per sempre.